# Oszkár Világi
Oszkár Világi (* 17. dubna 1963 Dunajská Streda) je slovenský advokát, podnikatel a manažer maďarské národnosti, předseda představenstva společnosti Slovnaft, po sametové revoluci československý politik Veřejnosti proti násilí, respektive za Maďarskou nezávislou iniciativu, později za ODÚ-VPN, poslanec Sněmovny lidu Federálního shromáždění. Na přelomu 20. a 21. století přední politik SMK.

## Biografie
V roce 1985 dokončil studium na Právnické fakultě Univerzity Komenského v Bratislavě. V roce 1991 získal akademickou hodnost D.C.L. K roku 1990 je profesně uváděn jako státní notář, bytem Dunajská Streda.
V lednu 1990 zasedl v rámci procesu kooptací do Federálního shromáždění po sametové revoluci do Sněmovny lidu (volební obvod č. 146 - Komárno, Západoslovenský kraj) jako bezpartijní poslanec (respektive poslanec za hnutí Veřejnost proti násilí). Mandát obhájil ve volbách roku 1990, coby poslanec za VPN, v jehož rámci byl členem menšinové skupiny Maďarská nezávislá iniciativa. Po rozpadu VPN přešel do formace ODÚ-VPN. Ve Federálním shromáždění setrval do konce funkčního období, tedy do voleb roku 1992.
Později se věnoval podnikání. V roce 2010 se uvádí jako předseda představenska společnosti Slovnaft. V roce 1992 založil společně s bývalou poradkyní prezidenta Václava Havla Erikou Csekesovou právní kancelář Csekes, Világi, Drgonec & Partners. Tím se dostal do kontaktu s významnými firmami. Působil jako právní poradce zahraničních investorů při jejich vstupu na slovenský trh a podílel se na projektech restrukturalizace slovenského průmyslu. Jako advokát zastupoval maďarský koncern MOL při jeho snaze o koupi Slovnaftu. MOL ho potom nominoval do řídících orgánů Slovnaftu. V letech 2003–2005 zde byl členem dozorčí rady, od roku 2005 členem představenstva, od 1. března 2006 generálním ředitelem a od 18. dubna 2009 předsedou představenstva.
Angažoval se dále i politicky. V letech 1998–2001 byl členem republikové rady Strany maďarské koalice a byl osobním přítelem Bély Bugára. Podle serveru motejlek.com je propojen s podnikatelskou skupinou okolo Jána Sabola. Korektní vztahy měl i s premiérem Robertem Ficem. Majetek investuje do pozemků na jižním Slovensku. Podle odhadů z roku 2010 mělo jeho jmění dosahovat hodnoty 205-740 milionů eur.